# 中共中央山东分局旧址
中共中央山东分局旧址，位于山东省临沂市沂水县王庄乡王庄村，是中华人民共和国山东省文物保护单位之一。
1992年6月12日，授予山东省文物保护单位，是一座革命遗址及革命纪念建筑物。